# Веллер, Вальтер
Ва́льтер Веллер (нем. Walter Weller; 30 ноября 1939, Вена — 14 июня 2015, Вена) — австрийский скрипач и дирижёр.

## Биография
Ученик Эрнста Моравеца и Франца Самохила. Сын скрипача, игравшего в Венском филармоническом оркестре, Веллер был принят в этот прославленный коллектив уже в 17-летнем возрасте, а в 22 года разделил с Вилли Босковски пост его концертмейстера, оставаясь на этой позиции до 1972 года. Одновременно в 1958—1969 годах Веллер руководил собственным струнным квартетом. В то же время Веллер начал брать уроки дирижирования у Йозефа Крипса и в 1966 году дебютировал за дирижёрским пультом. С 1969 года работал дирижёром Венской государственной оперы. В 1971—1972 годах Веллер занимал пост генеральмузикдиректора Дуйсбурга, затем возглавлял ряд европейских оркестров: Тонкюнстлероркестр (1975—1977), Ливерпульский филармонический оркестр (1977—1980), Королевский филармонический оркестр (1980—1985), Шотландский национальный оркестр (1991—1996); на последнем посту Веллер завоевал такую репутацию, что Банк Шотландии поместил его изображение на специальном выпуске банкноты в 50 фунтов стерлингов. С 1994 года Веллер руководил также Базельским симфоническим оркестром, а в 2007 году стал главным дирижёром Национального оркестра Бельгии.
Среди заметных записей Веллера-дирижёра — Первая и Девятая симфонии Дмитрия Шостаковича с Оркестром Романской Швейцарии, симфонии Сергея Прокофьева с Лондонским симфоническим и Лондонским филармоническим. В то же время Веллер считался, прежде всего, специалистом по Моцарту и Бетховену; помимо прочего, Веллер с Ливерпульским филармоническим оркестром впервые исполнил в 1988 году так называемую Десятую симфонию Бетховена — 15-минутную композицию, реконструированную на основе черновиков Бетховена шотландским музыковедом Барри Купером.